# Qualificatórias para a Liga dos Campeões da Europa de Voleibol Feminino de 2023–24
Este artigo mostra a fase de qualificação para a Liga dos Campeões da Europa de 2023–24. Ao total, 8 equipes jogaram na fase de qualificação, que ocorreu de 10 a 26 de outubro de 2023. As duas melhores equipes se juntaram às outras 18 equipes classificadas para a fase principal da Liga dos Campeões da Europa de 2023–24. Todas as 6 equipes eliminadas garantiram vagas nas quartas de final na Taça CEV de 2023–24.

## Equipes participantes
O sorteio foi realizado em 19 de julho de 2023 em Luxemburgo (cidade). Ao total, 8 equipes provenientes de 8 países, conforme ranking das Copas Europeias, disputaram a fase de qualificação.
| Ranking | País                 | Equipe              |
| ------- | -------------------- | ------------------- |
| 9       | Chéquia              | Královo Pole        |
| 14      | Croácia              | HAOK Mladost Zagreb |
| 16      | Bósnia e Herzegovina | ŽOK Gacko           |
| 19      | Roménia              | CSM Volei Alba-Blaj |
| 21      | Espanha              | CV Gran Canaria     |
| 22      | Bélgica              | Asterix Avo Beveren |
| 23      | Montenegro           | OK Herceg Novi      |
| 24      | Israel               | Hapoel Kfar Saba    |

## Primeira fase
|  | Classificados para Segunda fase             |
|  | Eliminados e disputam a Taça CEV de 2023–24 |

- Horário local.

### Grupo I
Classificação
|     |                     |     | Jogos | Jogos | Jogos | Pontos | Pontos | Pontos | Sets | Sets | Sets  |
| Pos | Equipe              | Pts | T     | V     | D     | V      | P      | R      | V    | P    | R     |
| --- | ------------------- | --- | ----- | ----- | ----- | ------ | ------ | ------ | ---- | ---- | ----- |
| 1   | Asterix Avo Beveren | 8   | 3     | 3     | 0     | 260    | 224    | 1.161  | 9    | 2    | 4.500 |
| 2   | HAOK Mladost Zagreb | 6   | 3     | 2     | 1     | 239    | 217    | 1.101  | 6    | 4    | 1.500 |
| 3   | OK Herceg Novi      | 4   | 3     | 1     | 2     | 251    | 263    | 0.954  | 5    | 7    | 0.714 |
| 4   | ŽOK Gacko           | 0   | 3     | 0     | 3     | 224    | 270    | 0.830  | 2    | 9    | 0.222 |

Resultados
| Data     | Hora  |                     | Placar |                     | Set 1 | Set 2 | Set 3 | Set 4 | Set 5 | Total   | Relatório |
| -------- | ----- | ------------------- | ------ | ------------------- | ----- | ----- | ----- | ----- | ----- | ------- | --------- |
| 12/10/23 | 17:00 | ŽOK Gacko           | 0–3    | Asterix Avo Beveren | 20–25 | 24–26 | 12–25 |       |       | 56–76   | Relatório |
| 12/10/23 | 20:00 | HAOK Mladost Zagreb | 3–0    | OK Herceg Novi      | 25–17 | 25–17 | 25–19 |       |       | 75–53   | Relatório |
| 13/10/23 | 17:00 | ŽOK Gacko           | 1–3    | OK Herceg Novi      | 19–25 | 25–23 | 20–25 | 20–25 |       | 84–98   | Relatório |
| 13/10/23 | 20:00 | Asterix Avo Beveren | 3–0    | HAOK Mladost Zagreb | 30–28 | 25–19 | 25–21 |       |       | 80–68   | Relatório |
| 14/10/23 | 17:00 | OK Herceg Novi      | 2–3    | Asterix Avo Beveren | 19–25 | 25–20 | 19–25 | 25–19 | 12–15 | 100–104 | Relatório |
| 14/10/23 | 20:00 | HAOK Mladost Zagreb | 3–1    | ŽOK Gacko           | 21–25 | 25–21 | 25–17 | 25–21 |       | 96–84   | Relatório |

### Grupo II
Classificação
|     |                     |     | Jogos | Jogos | Jogos | Pontos | Pontos | Pontos | Sets | Sets | Sets  |
| Pos | Equipe              | Pts | T     | V     | D     | V      | P      | R      | V    | P    | R     |
| --- | ------------------- | --- | ----- | ----- | ----- | ------ | ------ | ------ | ---- | ---- | ----- |
| 1   | CSM Volei Alba-Blaj | 9   | 3     | 3     | 0     | 248    | 129    | 1.922  | 9    | 1    | 9,000 |
| 2   | Královo Pole        | 5   | 3     | 2     | 1     | 253    | 200    | 1.265  | 7    | 5    | 1.400 |
| 3   | CV Gran Canaria     | 4   | 3     | 1     | 2     | 234    | 181    | 1.293  | 5    | 6    | 0.833 |
| 4   | Hapoel Kfar Saba    | 0   | 3     | 0     | 3     | 0      | 225    | 0,000  | 0    | 9    | 0,000 |

Resultados
| Data     | Hora  |                     | Placar |                     | Set 1 | Set 2 | Set 3 | Set 4 | Set 5 | Total   | Relatório |
| -------- | ----- | ------------------- | ------ | ------------------- | ----- | ----- | ----- | ----- | ----- | ------- | --------- |
| 10/10/23 | 15:00 | CSM Volei Alba-Blaj | 3–0    | CV Gran Canaria     | 25–23 | 25–16 | 25–18 |       |       | 75–57   | Relatório |
| 10/10/23 | 19:10 | Královo Pole        | 3–0    | Hapoel Kfar Saba    | 25–0  | 25–0  | 25–0  |       |       | 75–0    | Relatório |
| 11/10/23 | 15:00 | CSM Volei Alba-Blaj | 3–0    | Hapoel Kfar Saba    | 25–0  | 25–0  | 25–0  |       |       | 75–0    | Relatório |
| 11/10/23 | 18:00 | CV Gran Canaria     | 2–3    | Královo Pole        | 25–16 | 18–25 | 27–25 | 23–25 | 9–15  | 102–106 | Relatório |
| 12/10/23 | 16:00 | Královo Pole        | 3–1    | CSM Volei Alba-Blaj | 25–23 | 11–25 | 21–25 | 15–25 |       | 72–98   | Relatório |
| 12/10/23 | 19:00 | Hapoel Kfar Saba    | 0–3    | CV Gran Canaria     | 0–25  | 0–25  | 0–25  |       |       | 0–75    | Relatório |

## Segunda fase
|  | Classificados para Liga dos Campeões da Europa de 2023-24 |
|  | Disputam a Taça CEV de 2023–24                            |

- Horário local.

### Grupo III
Classificação
|     |                     |     | Jogos | Jogos | Jogos | Pontos | Pontos | Pontos | Sets | Sets | Sets |
| Pos | Equipe              | Pts | T     | V     | D     | V      | P      | R      | V    | P    | R    |
| --- | ------------------- | --- | ----- | ----- | ----- | ------ | ------ | ------ | ---- | ---- | ---- |
| 1   | Asterix Avo Beveren | 0   | 0     | 0     | 0     | 0      | 0      | MAX    | 0    | 0    | MAX  |
| 2   | CSM Volei Alba-Blaj | 0   | 0     | 0     | 0     | 0      | 0      | MAX    | 0    | 0    | MAX  |
| 3   | HAOK Mladost Zagreb | 0   | 0     | 0     | 0     | 0      | 0      | MAX    | 0    | 0    | MAX  |
| 4   | Královo Pole        | 0   | 0     | 0     | 0     | 0      | 0      | MAX    | 0    | 0    | MAX  |

Resultados
| Data     | Hora  |                     | Placar |                     | Set 1 | Set 2 | Set 3 | Set 4 | Set 5 | Total   | Relatório |
| -------- | ----- | ------------------- | ------ | ------------------- | ----- | ----- | ----- | ----- | ----- | ------- | --------- |
| 24/10/23 | 16:00 | Asterix Avo Beveren | 3–2    | HAOK Mladost Zagreb | 25–19 | 21–25 | 25–13 | 24–26 | 15–9  | 110–92  | Relatório |
| 24/10/23 | 19:00 | CSM Volei Alba-Blaj | 3–1    | Královo Pole        | 22–25 | 25–23 | 25–16 | 25–14 |       | 97–78   | Relatório |
| 25/10/23 | 16:00 | Asterix Avo Beveren | 3–0    | Královo Pole        | 25–11 | 25–14 | 25–17 |       |       | 75–42   | Relatório |
| 25/10/23 | 19:00 | HAOK Mladost Zagreb | 2–3    | CSM Volei Alba-Blaj | 25–21 | 21–25 | 28–26 | 15–25 | 13–15 | 102–112 | Relatório |
| 26/10/23 | 16:00 | Královo Pole        | 0–3    | HAOK Mladost Zagreb | 15–25 | 17–25 | 17–25 |       |       | 49–75   | Relatório |
| 26/10/23 | 19:00 | CSM Volei Alba-Blaj | 0–3    | Asterix Avo Beveren | 20–25 | 20–25 | 19–25 |       |       | 59–75   | Relatório |